# BC Žalgiris

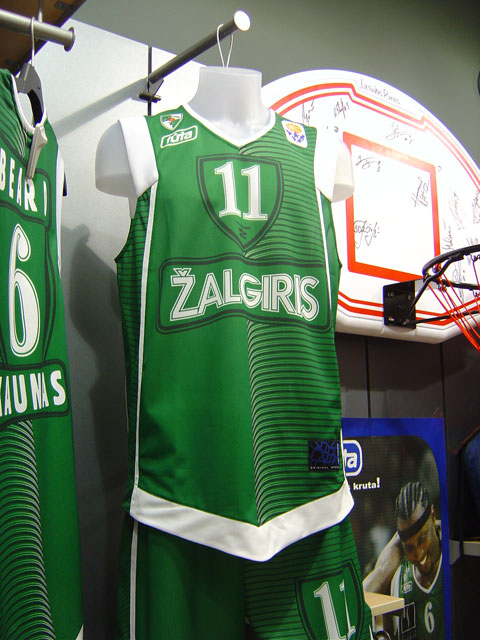
2005 års Žalgiris-matchställ

BC Žalgiris är en basketklubb i Kaunas i Litauen.
Žalgiris har dominerat den litauiska basketen de senaste decennierna och även firat framgångar internationellt. 

## Historia
Zalgiris grundades 1944 och blev sovjetiska mästare redan 1947. 1951 återupprepades bedriften. Under 1980-talet inföll en storhetsperiod när man dominerade den sovjetiska basketen med tre raka mästerskap 1985-1987. 

## Meriter
- Litauiska mästare 1991-1999, 2001, 2003, 2004, 2005, 2007, 2008.
- Sovjetiska mästare 1985, 1986, 1987
- Euroleague 1999

## Kända spelare
- Arvydas Sabonis